# 渡辺優里奈
渡辺 優里奈（わたなべ ゆりな、1990年7月30日 - ）は、日本の女性声優。長野県出身。マウスプロモーション所属。

## 略歴
2014年に日本ナレーション演技研究所を退所。同年マウスプロモーション附属養成所入所後、2016年にマウスプロモーションに所属。

## 人物
趣味・特技はドラム、気功、カメラ、ドライブ、料理、文筆。資格は英検準2級、漢検準2級、アナウンス検定2級を持っている。

## 出演
太字はメインキャラクター。

### テレビアニメ
2016年
- ジョジョの奇妙な冒険 シリーズ（2016年 - 2019年、女子生徒B、観光客2、女〈男〉） - 2シリーズ
- ドリフェス!（男の子）

2017年
- ハンドシェイカー（女性）
- 時間の支配者（村人A）
- プリンセス・プリンシパル（大人）
- 18if（子供達）

2018年
- 宇宙戦艦ティラミス（宇宙レトリバー）
- キャプテン翼（第4作）（2018年 - 2024年、立花和夫） - 2シリーズ
- ゆらぎ荘の幽奈さん（羽良嶋累）

2019年
- まんなかのりっくん@きんてれ（りく）
- どろろ（幼いしらぬい）
- イナズマイレブン オリオンの刻印（ラケリト・スプト）
- かつて神だった獣たちへ（地元の子）

2020年
- ＜Infinite Dendrogram＞-インフィニット・デンドログラム-（晩ブル）
- Lapis Re:LiGHTs（教師、体育教師）
- のりものまん モービルランドのカークン（サンプ）

2022年
- キングダム（幼い蒙武、子ども）

2023年
- 聖者無双〜サラリーマン、異世界で生き残るために歩む道〜（クイーナ）
- ラグナクリムゾン（女性たち、迷子の少年、街の人々）

2024年
- チ。-地球の運動について-（コハンスキ、生徒）

2025年
- 名探偵コナン（御婦人）

### 劇場アニメ
- バースデー・ワンダーランド（2019年、村人女）

### Webアニメ
- マウスどうぶつえん（2018年 - 、シベリアンハスキーのゆりな / マウスプロシルバー）
- マウスどうぶつえん名作劇場（2020年、シベリアンハスキーのゆりな）
- おでかけ子ザメ（2023年 - 2024年、こうさくくん、お母さん、親ガモ、子ども達、とかげちゃん、おばあちゃん、ママ、おおきいワンちゃん、お姉さん、おばあさん、女子高生B、女神、おばさん、ビーバーちゃん、ママの声、サメのおばけ、運動会のアナウンス、男の子B）

### ゲーム
2016年
- シドストーリー（シディアン、レスター）

2017年
- 御城プロジェクト:RE〜CASTLE DEFENSE〜（杉目城）
- 天華百剣 -斬-（大般若長光）

2018年
- グランドチェイス-次元の追跡者（ネギア）
- キングスレイド（ネイラ）
- プレカトゥスの天秤（ルフス・ニアラス）

2019年
- 永遠の七日（ヴィラ、アラシ、ウーイン）
- ファイアーエムブレム 風花雪月（シャミア＝ネーヴラント）
- SDガンダム GGENERATION CROSSRAYS（マイキャラクターボイス〈女性18〉、一般兵ボイス〈女性兵士C〉）

2020年
- ファイナルファンタジーVII リメイク
- ファイアーエムブレム ヒーローズ（2020年 - 2024年、セライナ、シャミア）
- キャプテン翼 RISE OF NEW CHAMPIONS（立花和夫）

2021年
- あやかし幼稚園（黒無常）
- 鬼滅の刃 ヒノカミ血風譚

2022年
- ファイアーエムブレム無双 風花雪月（シャミア＝ネーヴラント）
- エブリバディ 1-2-Switch!

2024年
- ファイナルファンタジーVII リバース
- ウマ娘 プリティーダービー 熱血ハチャメチャ大感謝祭!

2025年
- 無期迷途（リサロ）

### ドラマCD
- MAUSU THEATER

### 吹き替え

#### 映画
- 彼女の面影（ブラッド）
- サムワン・グレート -輝く人に-
- バイオハザード: ザ・ファイナル（やつれた女性〈シボーン・ホジソン〉）※劇場公開版
- ＃フォロー・ミー（エリン〈ホランド・ローデン〉）
- プラットフォーム

#### ドラマ
- インヒューマンズ
- ヴァージンリバー（シャーメイン）
- 英国スキャンダル〜セックスと陰謀のソープ事件
- FBI: 特別捜査班
- ケイブ・レスキュー: タイ洞窟必死の救出（マーク）
- シカゴ P.D.
- シカゴ・ファイア
- 捜査官カタリーナ・フス
- パトリオット ～特命諜報員 ジョン・タヴナー～
- ブラック・ミラー
- マダム・セクレタリー
- YOU-君がすべて-（デライラ・アルヴス）
- ラブ・イズ・ブラインド 〜外見なんて関係ない?!〜 シーズン5（アリーヤ）
- リゾーリ&アイルズ ヒロインたちの捜査線
- LAW & ORDER:性犯罪特捜班
- 浪漫ドクター キム・サブ
- ロング・ナイト 沈黙的真相（シアン・シャオシュー、ゴー・リー）

#### テレビ番組
- アンソニー・ロビンス-あなたが運命を変える-
- シンガポール・ソーシャル（メイ・タン）

#### アニメ
- アンジェラのクリスマス（トム）
- クリエイティブ・ギャラクシー
- 攻略うぉんてっど!〜異世界救います!?〜（ニワトリ）
- ディーパとアヌープ（ルーシー）

### ボイスオーバー
- ボンダイビーチ動物病院

### シリーズ一覧
1. ↑  3rd Season『ダイヤモンドは砕けない』（2016年）、4th Season『黄金の風』（2018年 - 2019年）
2. ↑  シーズン1（2018年 - 2019年）、シーズン2『ジュニアユース編』（2023年 - 2024年）